# Dodonaea filamentosa
Dodonaea filamentosa är en kinesträdsväxtart som först beskrevs av Spencer Le Marchant Moore, och fick sitt nu gällande namn av M.G.Harr.. Dodonaea filamentosa ingår i släktet Dodonaea och familjen kinesträdsväxter. Inga underarter finns listade i Catalogue of Life.